# Hordijiwka (obwód żytomierski)
Hordijiwka (ukr. Гордіївка) – wieś na Ukrainie, w obwodzie żytomierskim, w rejonie żytomierskim. W 2023 roku liczyła 518 mieszkańców.
Do 2020 w rejonie romanowskim.
Znajduje się tu przystanek kolejowy Hordijiwka, położony na linii Koziatyn – Berdyczów – Szepetówka.